# Bretagne Classic Ouest-France 2016
Die 80. Bretagne Classic Ouest-France war ein französisches Straßenradrennen. Das Eintagesrennen fand am Sonntag, den 28. August 2016, statt. Es startete und endete in Plouay in der Bretagne mit einer Länge von 247 km. Zudem gehörte es zur UCI WorldTour 2016 und war dort das von 22. insgesamt 28 Rennen dieser Serie.
Sieger im Zweiersprint wurde Oliver Naesen (IAM) vor Alberto Bettiol (CDT). Die beiden Ersten hatten sich 50 Kilometer vor dem Ziel zusammen mit Guillaume Martin (WGG) und Alexis Gougeard (ALM) abgesetzt.

## Teilnehmende Mannschaften
Automatisch startberechtigt waren die 18 UCI WorldTeams. Zusätzlich wurden sieben UCI Professional Continental Teams eingeladen.
| 18 UCI WorldTeams | 18 UCI WorldTeams   | 18 UCI WorldTeams | 18 UCI WorldTeams   | 18 UCI WorldTeams | 18 UCI WorldTeams  | 7 UCI Professional Continental Teams | 7 UCI Professional Continental Teams |
| ----------------- | ------------------- | ----------------- | ------------------- | ----------------- | ------------------ | ------------------------------------ | ------------------------------------ |
| ALM               | AG2R La Mondiale    | FDJ               | FDJ                 | LTS               | Lotto Soudal       | BAR                                  | Bardiani CSF                         |
| AST               | Astana Pro Team     | TGA               | Team Giant-Alpecin  | MOV               | Movistar Team      | CCC                                  | CCC Sprandi Polkowice                |
| BMC               | BMC Racing Team     | IAM               | IAM Cycling         | OBE               | Orica-BikeExchange | DMP                                  | Delko Marseille Provence KTM         |
| CDT               | Cannondale-Drapac   | KAT               | Team Katusha        | SKY               | Team Sky           | DEN                                  | Direct Énergie                       |
| DDD               | Team Dimension Data | LAM               | Lampre-Merida       | TNK               | Tinkoff            | FVC                                  | Fortuneo-Vital Concept               |
| EQS               | Etixx-Quick Step    | TLJ               | Team Lotto NL-Jumbo | TFS               | Trek-Segafredo     | WGG                                  | Wanty-Groupe Gobert                  |
|                   |                     |                   |                     |                   |                    | COF                                  | Cofidis, Solutions Crédits           |

## Rennergebnis
| \| Gesamtwertung \| Gesamtwertung \| Gesamtwertung \| Gesamtwertung \| Gesamtwertung \| \| Fahrer \| Fahrer \| Land \| Team \| Zeit \| \| ------------- \| -------------------- \| ------------- \| --------------------- \| --------------- \| \| 1. \| Oliver Naesen \| Belgien \| IAM Cycling \| 5 h 58 min 46 s \| \| 2. \| Alberto Bettiol \| Italien \| Cannondale-Drapac \| + 2 s \| \| 3. \| Alexander Kristoff \| Norwegen \| Katusha \| + 5 s \| \| 4. \| Michael Matthews \| Australien \| Orica-BikeExchange \| + 5 s \| \| 5. \| John Degenkolb \| Deutschland \| Giant-Alpecin \| + 5 s \| \| 6. \| Maciej Paterski \| Polen \| CCC Sprandi Polkowice \| + 5 s \| \| 7. \| Daniel Hoelgaard \| Norwegen \| FDJ \| + 5 s \| \| 8. \| Giacomo Nizzolo \| Italien \| Trek-Segafredo \| + 5 s \| \| 9. \| Matteo Trentin \| Italien \| Etixx-Quick Step \| + 5 s \| \| 10. \| Edvald Boasson Hagen \| Norwegen \| Dimension Data \| + 5 s \| |                      |             |                       |                 |
| |                      |             |                       |                 |
| Quelle: ProCyclingStats |                      |             |                       |                 |
| Gesamtwertung |                      |             |                       |                 |
| Fahrer | Fahrer               | Land        | Team                  | Zeit            |
| 1. | Oliver Naesen        | Belgien     | IAM Cycling           | 5 h 58 min 46 s |
| 2. | Alberto Bettiol      | Italien     | Cannondale-Drapac     | + 2 s           |
| 3. | Alexander Kristoff   | Norwegen    | Katusha               | + 5 s           |
| 4. | Michael Matthews     | Australien  | Orica-BikeExchange    | + 5 s           |
| 5. | John Degenkolb       | Deutschland | Giant-Alpecin         | + 5 s           |
| 6. | Maciej Paterski      | Polen       | CCC Sprandi Polkowice | + 5 s           |
| 7. | Daniel Hoelgaard     | Norwegen    | FDJ                   | + 5 s           |
| 8. | Giacomo Nizzolo      | Italien     | Trek-Segafredo        | + 5 s           |
| 9. | Matteo Trentin       | Italien     | Etixx-Quick Step      | + 5 s           |
| 10. | Edvald Boasson Hagen | Norwegen    | Dimension Data        | + 5 s           |